# Валерија Чавата
Валерија Чавата (енгл. Valeria Ciavatta; Борго Мађоре, 16. јануар 1959) је политичарка из Сан Марина и бивши капетан регент заједно са Луком Бекаријем од 1. априла до 1. октобра 2014. Чланица је Народног савеза демократа. 

## Биографија
Рођена је 16. јануара 1959. у Борго Мађори. Након посете хуманистичкој гимназији студирала је право на Универзитету у Урбину где је дипломирала са тезом из породичног права. Радила је у земљишнокњижној канцеларији као заменик директора. Од 1978. до 1990. године је била члан Хришћанско-демократске партије Самаринесе. Године 1993. је била једна од оснивача Популарног савеза, а 2005. је била председница. Била је капетан регент од 1. октобра 2003. до 1. марта 2004. и од 1. априла до 1. октобра 2014. са Луком Бекаријем, а 27. јула 2006. је постала министарка унутрашњих послова Сан Марина. Награђена је Орденом за заслуге Републике Италије 2014. године.